# Число відрізків

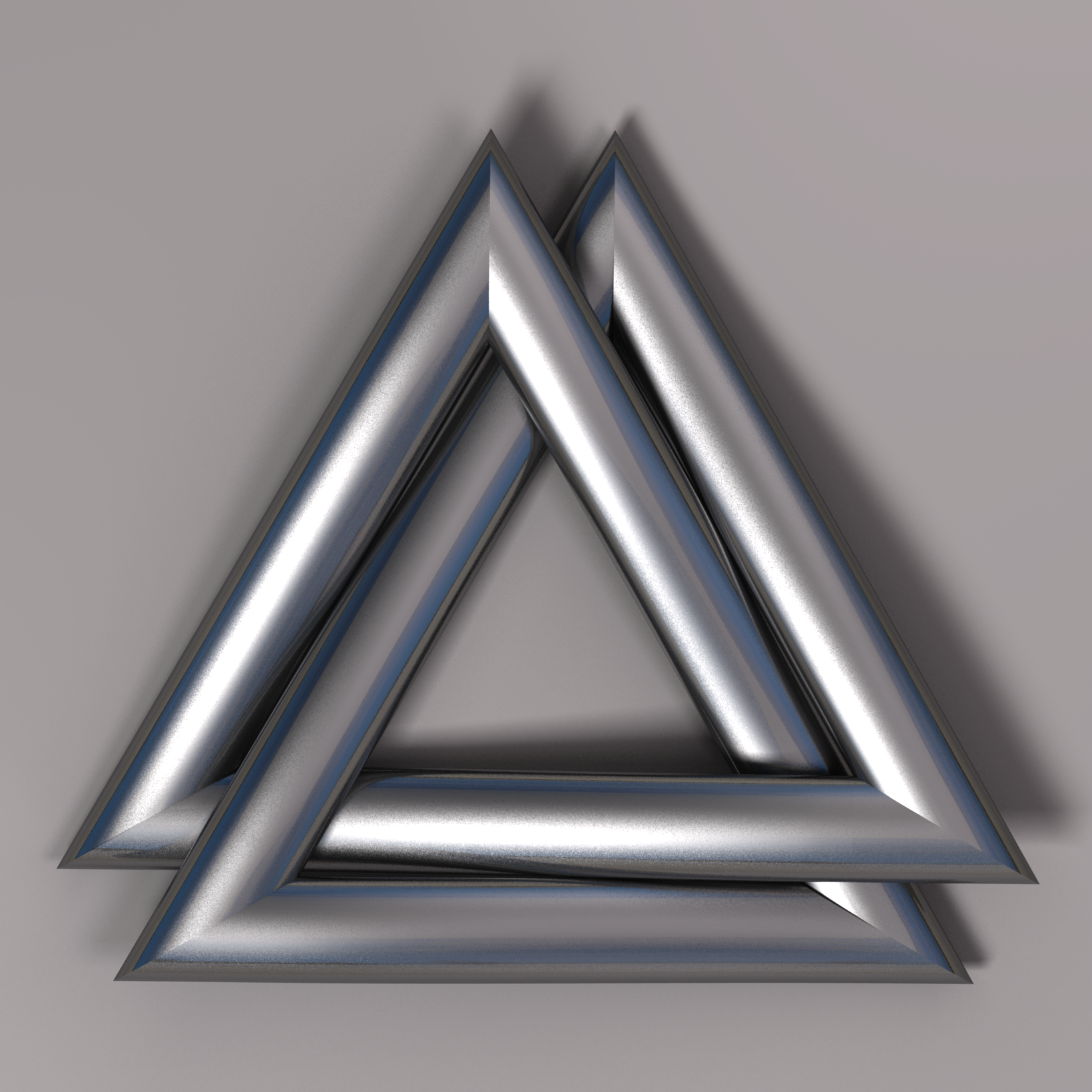
2,3 торичний вузол (трилисник) має число відрізків, що дорівнює шести. q = 3 і 2 × 3 = 6.

В теорії вузлів число відрізків — це інваріант вузла, що визначає найменше число прямих «відрізків», які, поєднуючи кінець з кінцем, утворюють вузол. Конкретніше, для будь-якого вузла K число відрізків K, позначається stick (K), — це найменше число ланок ламаної, еквівалентній K.

## Відомі значення
Найменше число відрізків для нетрівіальних вузлів дорівнює шести. Є невелике число вузлів, для яких число відрізків можна визначити точно. Ге Таєк Джин (Gyo Taek Jin) визначив число відрізків (p, q) — торичних вузлів T (p, q) для випадків, коли параметри p і q не сильно відрізняються  :
{\displaystyle {\text{stick}}(T(p,q))=2q} якщо {\displaystyle 2\leq p<q\leq 2p.}
Цей же результат приблизно в той самий час незалежно отримала дослідницька група, очолювана Адамсом , але для меншої області параметрів .

## Межі
Число відрізків композиції вузлів зверху обмежена сумарним числом відрізків вихідних вузлів   :
{\displaystyle {\text{stick}}(K_{1}\#K_{2})\leq {\text{stick}}(K_{1})+{\text{stick}}(K_{2})-3}

## Пов'язані інваріанти
Число відрізків вузла K пов'язано з його числом перетинів c (K) наступною нерівністю    :
{\displaystyle {\frac {1}{2}}(7+{\sqrt {8\,c(K)+1}})\leq {\text{stick}}(K)\leq {\frac {3}{2}}(c(K)+1).}

### Вступні матеріали
- C. C. Adams. Why knot: knots, molecules and stick numbers // Plus Magazine. — 2001. — Вип. May (25 березня).. Вступ для читачів із невеликими знаннями в математиці
- C. C. Adams. The Knot Book: An elementary introduction to the mathematical theory of knots. — Providence, RI : American Mathematical Society, 2004. — ISBN 0-8218-3678-1.

### Дослідницькі статті
- Colin C. Adams, Bevin M. Brennan, Deborah L. Greilsheimer, Alexander K. Woo. Stick numbers and composition of knots and links // Journal of Knot Theory and its Ramifications. — 1997. — Т. 6, вип. 2 (25 березня). — С. 149—161. — DOI:10.1142/S0218216597000121.
- Jorge Alberto Calvo. Geometric knot spaces and polygonal isotopy // Journal of Knot Theory and its Ramifications. — 2001. — Т. 10, вип. 2 (25 березня). — С. 245—267. — DOI:10.1142/S0218216501000834.
- Gyo Taek Jin. Polygon indices and superbridge indices of torus knots and links // Journal of Knot Theory and its Ramifications. — 1997. — Т. 6, вип. 2 (25 березня). — С. 281—289. — DOI:10.1142/S0218216597000170.
- Seiya Negami. Ramsey theorems for knots, links and spatial graphs // Transactions of the American Mathematical Society. — 1991. — Т. 324, вип. 2 (25 березня). — С. 527—541. — DOI:10.2307/2001731.
- Youngsik Huh, Seungsang Oh. An upper bound on stick number of knots // Journal of Knot Theory and its Ramifications. — 2011. — Т. 20, вип. 5 (25 березня). — С. 741—747. — DOI:10.1142/S0218216511008966.